# 深澤秀行
深澤 秀行（ふかさわ ひでゆき、1970年〈昭和45年〉11月30日 - ）は、日本の作曲家・編曲家・シンセシスト。東京都出身。

## 人物
小学校2年生の頃からピアノを習い始め、中学校時代にはシンセサイザー、ドラム、ギター、ベースなどの演奏をこなすようになる。1991年からは、マニピュレーターとしてのキャリアをスタート。以降、ゲームミュージック、アニメ、CM楽曲などの作曲・編曲を中心に幅広いジャンルの音楽を手掛けており、岩代太郎と共に映画をはじめとした数々の音楽制作に関わってきた経験もある。また、eicheph名義でも活動している。
2010年からは電子音楽ユニット「電子海面」のメンバーとしても活動を開始。
2014年より放送が開始された『Fate/stay night [Unlimited Blade Works]』では、映像に合わせて後から音楽を作るフィルムスコアリングの手法をとり、2クールで約400もの楽曲を制作した。アニメーション制作を担当したufotableの近藤光は「TVシリーズをフィルムスコアリングで全話行うこと自体、過去にないことだったと思います」と述べている。また、深澤は同じufotable作品である『活撃 刀剣乱舞』でも一部にフィルムスコアリング方式を採用している。
有限会社オフィス・ウィズアウトに所属していたが、2018年1月からは所属事務所を離れ、フリーランスとなる。
2019年に結成された矢野顕子と上妻宏光によるユニット「やのとあがつま」では、シンセシストとして参加している。
2024年には『Fate stay/night』20周記念コンサートが開催。キャリア初となる大舞台でのライブパフォーマンスを、梶浦由記らと共に披露した。

## 作品

### アニメ
2006年
- 幕末機関説 いろはにほへと（2006年 - 2007年）

2007年
- 逮捕しちゃうぞフルスロットル（2007年 - 2008年）

2008年
- ヤッターマン（2008年 - 2009年）

2013年
- ビビッドレッド・オペレーション
- 惡の華

2014年
- Fate/stay night [Unlimited Blade works]（2014年 - 2015年）

2016年
- カミワザ・ワンダ（2016年 - 2017年）

2017年
- 活撃 刀剣乱舞

2018年
- マンガで分かる!Fate/Grand Order

2022年
- オリエント
- 東京24区

2025年
- グノーシア

### ゲーム
2002年
- 鬼武者2

2003年
- カオスレギオン

2006年
- 新 鬼武者 DAWN OF DREAMS
- 機動戦士ガンダム Target in Sight
- Dragon Ball Z: Budokai Tenkaichi 2

2007年
- モンスターハンター フロンティア オンライン

2008年
- モンスターハンター ポータブル 2nd G
- ストリートファイターIV

2010年
- スーパーストリートファイターIV

2011年
- MARVEL VS. CAPCOM 3 Fate of Two Worlds
- ULTIMATE MARVEL vs. CAPCOM 3

2012年
- ストリートファイター X 鉄拳
- 魔法使いの夜

2013年
- モンスターハンターフロンティアG
- パチスロ デビルメイクライ4

2014年
- ウルトラストリートファイターIV

2016年
- Fate/Grand Order（2016年 - 2024年）
- ストリートファイターV

2021年
- Blade & Soul 2
- 月姫 -A piece of glass moon-

2022年
- 魔法使いの夜 家庭用ゲーム版

2024年
- 魔法使いの夜×Fate/Grand Orderコラボレーションイベント「魔法使いの夜アフターナイト／隈乃温泉殺人事件 ～駒鳥は見た！ 魔法使いは二度死ぬ～」

### 映画
2020年
- 劇場版 Fate/Grand Order -神聖円卓領域キャメロット- Wandering; Agateram

2021年
- 劇場版 Fate/Grand Order -神聖円卓領域キャメロット- Paladin; Agateram

時期未発表
- 劇場版 活撃刀剣乱舞

### OVA
2009年
- ストリートファイターIV ~新たなる絆~

2011年
- スーパーストリートファイターIV オリジナルアニメーション

2015年
- Fate/stay night [Unlimited Blade works]-sunny day-

### ドラマCD
- Fate/stay night Original Soundtrack&Drama CD Garden of Avalon-glorious, after image （2016年）

### ミュージック・ビデオ
- TYPE-MOON Fes. -10th ANNIVERSARY EVENT- オープニング 「WINGS」（2012年）
- Fate/Grand Order 配信3周年記念映像 The Essentials of “Fate Series”- 人類史最大の英雄譚 - （2018年）

### コンサート
- Fate/Grand Order Orchestra （2019年）
- Fate/stay night 20周年記念コンサート（2024年）

### CM
- トヨタ・アルファード （2009年）
- エバラ・焼肉のたれ （2009年）
- ヤンマー・企業CM （2009年）
- マツダ・デミオ （2009年）

### 楽曲提供
作曲・編曲・プログラミング等
コバヤシヒロシ
アルバム「ウェイキー！ウェイキー！」（1996年）
- 「NOBODY KNOWS, BUT I KNOW...!!」編曲
- 「HEY! HEY! HEY!」編曲
- 「元気ですか…? ＜How's it going, my dear ?＞」編曲
- 「FEELIN' BLUE」編曲
- 「CHOCOLATE PARFAIT」編曲

HEATH
シングル「Traitor」編曲（1997年）
宮田和弥
アルバム「smash」COプロデュース（1998年）
the PeteBest
シングル「LaLa&Tomy」編曲（1998年）
アルバム「the winding road」（1999年）
- 「心の花」編曲

木内健
シングル「タマゴと金魚」編曲（2000年）
ゲーム「グランツーリスモ2」
アルバム「グランツーリスモ2 EXTENDED SCORE〜GROOVE〜」（2000年）
- 「Moon Over the Castle」編曲
- 「Welcome Back ,G.T.」編曲

松たか子
シングル「コイシイヒト」編曲（2001年）
アルバム「a piece of life」（2001年）
- 「Sha la la」編曲

高崎晃
アルバム「『ジーンシャフト』リミックス TRANS=MIST MUSIC FROM "GENE SHAFT"」（2001年）
- 「SHAFT DRIVE (blazin' mix)」編曲
- 「DON'T CLOSE EYES (luna fanatic mix)」編曲
- 「MOMENT OF TRUTH (eternal end mix)」編曲
- 「SPACE WALKMAN (mars mix)」編曲
- 「THE DAY,BELIEVE ALL THINGS (storm ray mix)」編曲

岡村靖幸
シングル「come baby」プログラミング（2002年）
アルバム「太陽にほえろ! Remixies」プログラミング（2003年）
シングル「モン・シロ」ミックス・プログラミング（2004年）
シングル「ミラクルジャンプ」ミックス・プログラミング（2004年）
アルバム 「Me-imi」ミックス・プログラミング（2004年）
アルバム「"BLUE" A TRIBUTE TO YUTAKA OZAKI」（2004年）
- 「太陽の破片」ミックス・プログラミング

アルバム「ビジネス」ミックス・プログラミング・MC（2005年）
アルバム「ハルカリミックス」ミックス・プログラミング（2005年）
Funta
シングル「Wake up Angel ～ねがいましては∞(無限)なり～」編曲（2002年）
SOPHIA
シングル「HARDWORKER」プログラミング（2002年）
HAPPY DRUGSTORE
シングル「HAPPY★MAKER」 編曲（2002年）
Wish*
シングル「ISM」編曲・プログラミング（2002年）
武部聡志
アルバム「ホーム&アウェイOST」（2002年）
- 「a toy from nowhere」作曲
- 「switch to my step」作曲
- 「nova flava」作曲
- 「desperate guarantee」作曲

ワイルド三人娘
シングル「純情FEVER」（2004年）
- 「純情Fever～hit me she rit... mix～by深澤秀行」ミックス

鬼束ちひろ
シングル「育つ雑草」 COプロデュース・編曲（2004年）
上戸彩
シングル「あふれそうな愛、抱いて/涙をふいて」（2004年）
- 「涙をふいて」プログラミング

新谷良子
アルバム「ファンシー・フリル」（2004年）
- 「いたげる。」編曲
- 「ファンシー☆フリル」編曲

川村結花
アルバム「native colors」COプロデュース・ミックス（2004年）
シングル「a half note」 （2005年）
- 「それでも明日の歌が聞こえる」編曲

PaniCrew
シングル「Shake Your Rump」（2005年）
- 「ＮＯＴＯＲＩＯＵＳ」編曲

シングル「ヒトヒラノ雪/With」（2005年）
- 「ヒトヒラノ雪」編曲

アルバム「POPPERS'TRIBE」（2005年）
- 「ウインド・ブレイカー~星のない夜空の下で~」 編曲

PUFFY
シングル「ハズムリズム」編曲・プログラミング（2006）
我那覇美奈
シングル「風になりたい」編曲（2006年）
光永亮太
シングル「Day By Day」編曲（2006年）
hare-brained unity
シングル「ソライロ」（2006年）
- 「ソライロ BLACKSEA MIX」編曲

シングル「SPUTNIK」ミックス（2006年）
シングル「ORION」ミックス（2006年）
アルバム「EVEN BEAT」ミックス（2007年）
アルバム「RECENT DISCO SYSTEM」ミックス（2008年）
シングル「vision」プログラミング・ミックス（2009年）
オムニバスアルバム「Voice Colors 〜あなたのいたころ〜 」（2007年）
- 「糸」編曲

ARAHIS
アルバム「МЕЧТА」プログラミング（2007年）
長渕剛
アルバム「 Come on Stand up! 」 プログラミング（2007年）
TVアニメ「らき☆すた」
アルバム「もってけ!セーラーふくRe-Mix001〜7 burning Remixers〜」（2007年）
- 「もってけ！セーラーふく 【調子こいて玉砕ミックス】」編曲
- 「もってけ！セーラーふく 【グルコサミっくす】」編曲
- 「もってけ！セーラーふく　 【青春orzミックス】」編曲

アルバム「キャラクターソングVol.3 柊つかさ」（2007年）
- 「しすたー・うぉーず」編曲・プログラミング

TVアニメ「ヤッターマン」
「ヤッターマンの歌」編曲（2008年）
近藤隆
アルバム「a little wonder」（2008年）
- 「a little wonder」作曲・編曲

秋川雅史
シングル「川の流れのように」 プログラミング（2008年）
jimama
シングル「想い〜ウムイ〜」 編曲（2008年）
セカイイチ
アルバム「世界で一番嫌いなこと」 編曲（2008年）
戸田恵子
シングル「泣き唄」（2008年）
- 「Again〜and again」編曲

松下奈緒
シングル「流れる雲よりもはやく」編曲（2008年）
アルバム 「pf 」（2009年）
- 「足跡」編曲

Yucca
アルバム「プリ・マドンナ」（2009年）
- 「VICTORY DRIVE（歌劇『魔笛』より〜夜の女王のアリア〜）」作曲・編曲

OToGi 8
シングル「赤頭巾ちゃん御用心」 （2010年）
- 「赤頭巾ちゃん御用心」編曲
- 「カラフル⭐︎DRIVE」作曲・編曲

高井俊輔
アルバム「フレッシュでクールでキュートでクラッシュなジーパンでデジャヴュ」プログラミング（2009年）
アルバム「DANCING BOY DANCING GIRL」作曲（2011年）
奥井亜紀
アルバム「DENIMUM」プロデュース・編曲・ミックス（2007年）
アルバム「TIME cARTRIDGE 」プログラミング・ミックス（2009年）
アルバム「オープナー」（2012年）
- 「インタビュー」編曲
- 「怪盗ラヴミー」編曲
- 「ミサイル」編曲
- 「窓」編曲
- 「粒星」編曲

ヒャダイン
アルバム「日常のリミックス」（2011年）
- 「ヒャダインのマママシュ☆マッシュアップ-Z」リミックス

八神純子
アルバム「Vreath」（2012年）
- 「涙をこえて」編曲
- 「白いページの中に」編曲
- 「サルビアの花」編曲

シングル「翼」編曲（2013年）
アルバム「TERRA」（2021年）
- 「負けないわ」編曲

矢野顕子
アルバム「Welcome to Jupiter」（2015年）
- 「悲しくてやりきれない」編曲・プログラミング
- 「PRAYER」編曲・プログラミング

アルバム「ふたりぼっちで行こう」（2018年）
- 「Smile」編曲・プログラミング

シンセサイザー・マニピュレート
2003年
- 岡村靖幸 ライブ&レコーディングサポート（2003年 - 2008年）
- 奥井亜紀 レコーディングサポート（2003年 - 2012年）

2008年
- 映画 レッドクリフ（岩代太郎）
- 映画 252 生存者あり（岩代太郎）

2009年
- 映画 レッドクリフ2（岩代太郎）
- 映画 真夏のオリオン（岩代太郎）
- 奉祝曲 組曲「太陽の国」（岩代太郎）

2011年
- 映画 鋼の錬金術師 嘆きの丘の聖なる星（岩代太郎）
- 映画 聯合艦隊司令長官 山本五十六（岩代太郎）
- NHKスペシャル 日本新生（岩代太郎）

2012年
- 映画 綱引いちゃった!（岩代太郎）
- NHKスペシャル 知られざる大英博物館（岩代太郎）
- ゲーム ブレイドアンドソウル（岩代太郎）

2013年
- 映画 許されざる者（岩代太郎）
- 舞台 鉈切り丸（岩代太郎）

2014年
- 映画 魔女の宅急便（岩代太郎）
- 映画 太平輪 前後編（THE CROSSING）（2014年 - 2015年）岩代太郎

2015年
- TVアニメ アルスラーン戦記（岩代太郎）

2019年
- やのとあがつま ライブ&レコーディングサポート（2019年- ）